# Untertschern
Untertschern je naselje v Občini Bad Kleinkirchheim v Okraju Špital ob Dravi  na Koroškem v Avstriji.